# Bus Marco Polo Wratislavia 1992
Bus Marco Polo Wratislavia 1992 (do 2007 Marco Polo) – firma powstała w 1992 roku, swoją siedzibę ma we Wrocławiu. W 2008 roku konsorcujum firm Marco Polo i Sevibus wygrało przetarg na linie gminne Kobierzyce. Zajmuje się też przewozami turystycznymi i pracowniczymi do LG w Biskupicach Podgórnych. W 2008 roku z powodu braków taborowych w MPK Wrocław firma wypożyczyła kilka autobusów do największego we Wrocławiu przewoźnika.
Firma nie posiada własnych barw firmowych taboru, dostosowuje się do schematów malowań organizatorów przewozów. Autobusy dla Kobierzyc malowane są w barwy gminy Kobierzyce tj. zielony, z czerwonym pasem na dole oraz żółtym nad oknami. Autobusy dla Długołęki w barwy wrocławskie. Autobusy pracownicze i autokary są białe.
Na przełomie 2017 i 2018 r. konsorcjum Bus Marco Polo z firmą Sevibus zakupiło 12 autobusów Autosan (w tym 6 12-metrowych i 6 10-metrowych) do obsługi kursów linii 812, 852, 862, 862R, 872, 882, 892 i N62 z Wrocławia do Kobierzyc w ramach zawartej na 10 lat umowy. Z powodu pandemii koronawirusa od 2020 roku kursują również 2 przegubowe używane Jelcze M181 do obsługi kursów BIS linii 862. Od 2021 roku konsorcjum obsługuje wybrane kursy linii 904, 911, 914, 921, 924 w gminie Długołęka zakupionym specjalnie do tego celu używanym taborem przegubowym.

## Obsługiwane linie

### Linie obsługiwane wGminie Kobierzyce[2]
- 812 – Wrocław Krzyki – Ślęza – Kobierzyce
- 852 – Wrocław Krzyki – Chrzanów – Małuszów – Wrocław Krzyki
- 852A - Wrocław Krzyki - Małuszów - Chrzanów - Wrocław Krzyki
- 862 – Wrocław Dworzec Gł. – Kobierzyce – Solna
- 862R - Wrocław Dworzec Gł. - Kobierzyce[a]
- 872 – Wrocław Krzyki – Kobierzyce – Tyniec nad Ślęzą
- 882 – Wrocław Krzyki – Cieszyce – Pustków Wilczkowski
- 892 – Wrocław Krzyki – Księginice – Owsianka – Tyniec Mały – Wrocław Krzyki
- 892A – Wrocław Krzyki - Tyniec Mały - Owsianka - Księginice - Wrocław Krzyki
- N62 – Wrocław Dworzec Gł. – Wysoka – Bielany Wrocławskie – Kobierzyce – Solna

### Linie obsługiwane (wybrane kursy) wGminie Długołęka[3]
- 904 – Galeria Dominikańska – Psie Pole – Szczodre – Łozina
- 911 – Plac Grunwaldzki – Psie Pole – Wilczyce – Bielawa
- 914 – Galeria Dominikańska – Psie Pole – Długołęka
- 921 – Plac Grunwaldzki – Psie Pole – Wilczyce – Brzezia Łąka – Raków
- 924 – Galeria Dominikańska – Psie Pole – Długołęka - Bielawa - Raków - Stępin

## Tabor

### Autobusy miejskie[4]
| Typ autobusu          | Początek eksploatacji | przewóz osób na wózkach | Numery taborowe | Liczba |
| --------------------- | --------------------- | ----------------------- | --------------- | ------ |
| MAN NL202             | 2011                  | przewóz osób na wózkach | 260             | 1      |
| SOR BN9,5             | 2013                  | przewóz osób na wózkach | 021             | 1      |
| Autosan Wetlina City  | 2013                  |                         | 018             | 1      |
| MAN NM223.2           | 2015                  | przewóz osób na wózkach | 023, 024        | 2      |
| MAN NL313             | 2016                  | przewóz osób na wózkach | 019             | 1      |
| MAZ 203               | 2017                  | przewóz osób na wózkach | 011             | 1      |
| Autosan Sancity 10LF  | 2018                  | przewóz osób na wózkach | 022, 025, 026   | 3      |
| Autosan Sancity 12LF  | 2018                  | przewóz osób na wózkach | 027-029         | 3      |
| Jelcz M181MB3         | 2020                  | przewóz osób na wózkach | 044, 045        | 2      |
| Solaris Urbino 18 III | 2020–2021             | przewóz osób na wózkach | 059, 1060-1065  | 6      |
| Suma pojazdów         | Suma pojazdów         | Suma pojazdów           | Suma pojazdów   | 21     |

### Autokary[4]
| Typ autobusu       | Początek eksploatacji | Numery taborowe         | Liczba |
| ------------------ | --------------------- | ----------------------- | ------ |
| BMC Levend XL      | 2011                  | -                       | 1      |
| Bova Futura FHD12  | 2012−2013/2020        | 002-006, 010, 036, 049  | 8      |
| Bova Futura FHD13  | 2012/2020             | 007, 039, 048           | 3      |
| Bova Futura FLD13  | 2020                  | 001                     | 1      |
| Bova Futura FLD12  | 2020                  | 017, 018, 030, 040, 047 | 5      |
| MAN Lion’s Coach L | ?                     | -                       | 1      |
| Suma pojazdów      | Suma pojazdów         | Suma pojazdów           | 19     |

(stan taborowy na dzień 13.05.2021 r.)